# Valdelacasa de Tajo
Valdelacasa de Tajo es un municipio y localidad española de la provincia de Cáceres, en la comunidad autónoma de Extremadura. El término municipal tiene una población de 342 habitantes (INE 2024). 

## Historia
Hasta la reforma de la nomenclatura municipal de 1916 el municipio se llamaba simplemente Valdelacasa. En dicha fecha su nombre fue modificado por el de Valdelacasa de Tajo.

## Demografía
Valdelacasa de Tajo cuenta con una población de 342 habitantes (INE 2024).
| Gráfica de evolución demográfica de Valdelacasa de Tajo entre 1842 y 2021 |
| |
| Población de derecho según los censos de población del INE Población de hecho según los censos de población del INEEn estos censos se denominaba Valdelacasa: 1842, 1857, 1860, 1877, 1887, 1897, 1900 y 1910. |

En la siguiente tabla se muestra la evolución del número de habitantes entre 1996 y 2006 según datos del INE.
| 618           | 583 | 561 | 539 | 526 | 484 | 596 | 534 | 497 | 477 | 466 | 464 | 455 |
| (Fuente: INE) |     |     |     |     |     |     |     |     |     |     |     |     |

NOTA: Las cifras de 1996 están referidas a 1 de mayo y las demás a 1 de enero.

## Economía
La economía de Valdelacasa se basa en la agricultura (olivo y trigo) y ganadería (ovina, porcina y vacuna).

## Política

### Últimos alcaldes
| Período   | Alcalde                      | Partido |
| --------- | ---------------------------- | ------- |
| 1979-1983 |                              |         |
| 1983-1987 |                              |         |
| 1987-1991 |                              |         |
| 1991-1995 |                              |         |
| 1995-1999 | Rafael Jarillo Jarillo       | PP      |
| 1999-2003 | Rafael Jarillo Jarillo       | PP      |
| 2003-2007 | Rafael Jarillo Jarillo       | PP      |
| 2007-2011 | Francisco Domínguez González | PSOE    |
| 2011-2015 | Pedro Espuela Tello          | PP      |
| 2015-2019 | Francisco Domínguez González | PSOE    |
| 2019-2023 | Juan Antonio Orgaz Rodríguez | PP      |

## Patrimonio
Algunos monumentos de Valdelacasa de Tajo son:
- Iglesia parroquial de la Asunción, de los siglos XVI-XVIII;
- Verraco de granito, prerromano, de la época del bronce, posiblemente vetón;
- Calvario o Vía Crucis de 14 cruces de granito a la entrada del pueblo;
- Cruz de las Viñas, crucero del siglo XVI;
- Ruinas del Castillo Árabe del Espejel;
- Ermita popular de Santa Ana (siglo XVIII)